# Еманвил (Ер)
Еманвил (фр. Emanville) насеље је и општина у северној Француској у региону Горња Нормандија, у департману Ер која припада префектури Евре.
По подацима из 2011. године у општини је живело 576 становника, а густина насељености је износила 53,53 становника/km². Општина се простире на површини од 10,76 km². Налази се на средњој надморској висини од 141 метар (максималној 161 m, а минималној 140 m).

## Демографија
| 1962. | 1968. | 1975. | 1982. | 1990. | 1999. | 2011. |
| ----- | ----- | ----- | ----- | ----- | ----- | ----- |
| 234   | 291   | 361   | 363   | 419   | 464   | 576   |

График промене броја становника у току последњих година